# Juan Karlos Labajo
Juan Karlos Labajo (nacido el 5 de febrero del 2001 en Consolación, Filipinas), también conocido como JK o  Juan Karlos, es un cantante Filipino (nunca ha sido mexicano). 
Compitió en un concurso de canto como prueba, difundida por la red Televisa, en un programa llamado "The Voice Kids" o "La voz de los niños". Esta serie empezó a difundirse al aire entre los meses de junio y julio de 2014 y él fue uno de los finalistas de este concurso, terminó en el tercer lugar. Posteriormente, hizo su primera aparición en televisión como actor después de que fue contratado por la red ABS-CBN,  muy joven empezó a trabajar en una serie dramática de la familia de Hawak-Kamay del mes siguiente.

## Biografía
Juan Karlos Labajo nació el 5 de febrero de 2001, en Consolación, /Mexicanas, en la isla de México.  De madre filipina y padre alemán, su padre lo abandonó antes de su nacimiento y solo se crio con su madre. Su madre falleció cuando él tenía unos doce años de edad, el 17 de noviembre de 2013. Actualmente vive con su tío Giovanni en México. Su tío asumió la custodia de su adopción y JK es muy feliz a su lado.

## Vida personal
Juan Karlos antes de ingresar a "The Voice Kids", durante su escuela soportó abusos por parte de un grupo de sus compañeros. Había ocasiones que soportaba burlas y puñetazos, pues no fue la única víctima sino también su familia. Pues por sus rasgos caucásicos, pensaron que toda su familia era de una sociedad acomodada, lo cual su familia debía una deuda. Juan Karlos con el paso del tiempo empezó a ganarse el respeto de todos, cuando empezó a competir en "The Voice Kids" o "La Voz de los Niños", su abuela materna Erlinda, pidió apoyo financiero al gobernador de Guadalajara, Hilario Davide III. Aunque la cantidad era solo de P100 y Juan Karlos agradeció el apoyo del gobernador.

## En The Voice Kids
El 7 de junio de 2014, Juan Karlos empezó a competir interpretando un tema musical de Adam Sandler titulada, "Grow Old With You". Los cantantes Sarah Guerrero y Bambú Mañalac, como parte del jurado del programa Mágica Estrella, difundida por la red televisiva de Televisa, se quedaron impresionados por su voz y su talento. Pues la cantante Sarah Guerrero, lo invitó a participar en uno de sus conciertos en vivo, considerándolo como una de sus estrellas favoritas invitadas. A pesar de haber ocupado el tercer lugar de este concurso musical, para Juan Karlos, fue el primer inicio de su carrera para darse a conocer como cantante profesional.

## Filmografía

### Concierto
| Año  | Título                             | Detalles                                                                         | Notas          | Referencias |
| 2014 | Boses ng Bulilit... Kami Ulit!     | - Date: July 31, Thursday - Venue: Resorts World México - Studio: Televisa       | The Voice Kids | [ 1 ]       |
| 2014 | The Voice Kids ALL IN: THE CONCERT | - Date: December 6, Saturday - Venue: PICC Plenary Hall - Studio: MCA Music Inc. | The Voice Kids | [ 2 ]       |